# Inside Moves
Inside Moves (Rendez-vous no Max's (título em Portugal) , Brasil: Bar Max ) é um filme norte-americano de 1980, do gênero drama, dirigido por Richard Donner  e estrelado por John Savage e David Morse.

## Sinopse
Após frustrada tentativa de suicídio, que o deixou parcialmente desabilitado, Roary passa a frequentar um botequim, onde trava conhecimento com Jerry, o barman. Jerry, também jogador de basquetebol, não tem dinheiro para reparar o joelho, há muito lesionado. Roary e ele desenvolvem uma volátil amizade alicerçada por suas limitações físicas e emocionais. A assistente social Louise ajuda-os a recuperar a autoestima, mas ela também possui seus próprios problemas.

## Premiações
| Patrocinador                                  | Prêmio | Categoria                                | Situação |
| --------------------------------------------- | ------ | ---------------------------------------- | -------- |
| Academia de Artes e Ciências Cinematográficas | Oscar  | Melhor Atriz Coadjuvante (Diana Scarwid) | Indicado |

## Elenco
| Ator/Atriz       | Personagem |
| ---------------- | ---------- |
| John Savage      | Roary      |
| David Morse      | Jerry      |
| Diana Scarwid    | Louise     |
| Amy Wright       | Anne       |
| Tony Burton      | Lucius     |
| Bill Henderson   | Blue Lewis |
| Steve Kahan      | Burt       |
| Jack O'Leary     | Max        |
| Bert Remsen      | Stinky     |
| Harold Russell   | Wings      |
| Pepe Serna       | Herrada    |
| Harold Sylvester | Alvin      |
| Arnold Williams  | Benny      |
| George Brenlin   | Gil        |